# Iseropus coelebs
Iseropus coelebs là một loài tò vò trong họ Ichneumonidae.